# Thaddeus van Eijsden
Thaddeus Gumaris Johannes van Eijsden (Vlaardingen, 13 december 1900 - Den Haag, 26 januari 1980) was een Nederlands kunstschilder.

## Biografie
Thaddeus of Ted van Eijsden begon op jonge leeftijd te schilderen en maakte na de Tweede Wereldoorlog deel uit van de Nieuwe Haagse School. In 1959 kreeg hij de Jacob Hartogprijs en in 1960 de Jacob Marisprijs toegekend, beide prijzen van Pulchri Studio in Den Haag waar Van Eijsden als werkend lid regelmatig tentoonstellingen had. Het werk van Van Eijsden verschilt van realistische kunst (zoals Circus in Den Haag) tot meer abstracte werken (zoals Compositie)